# パエーゼ
パエーゼ（伊: Paese）は、イタリア共和国ヴェネト州トレヴィーゾ県にある、人口約22,000人の基礎自治体（コムーネ）。

## 地理

### 位置・広がり

#### 隣接コムーネ
隣接するコムーネは以下の通り。
- イストラーナ
- モルガーノ
- ポンツァーノ・ヴェーネト
- クイント・ディ・トレヴィーゾ
- トレヴィニャーノ
- トレヴィーゾ
- ヴォルパーゴ・デル・モンテッロ

### 気候分類・地震分類
気候分類では、zona E, 2401 GGに分類される。
また、イタリアの地震リスク階級 (it) では、zona 2 (sismicità media) に分類される。

## 行政

### 分離集落
パエーゼには、以下の分離集落（フラツィオーネ）がある。
- Castagnole, Padernello, Porcellengo, Postioma